# Trans-Siberian Orchestra
 Trans-Siberian Orchestra  (в пер. з англ. Транс-Сибірський оркестр) — музичний проєкт композиторів Пола О'Ніла і Роберта Кінкеля і вокаліста Джона Оливи (екс-Savatage), заснований в 1996 році в США. Назву було взято від Транс-Сибірської магістралі в Росії. Рок-оркестр виконує музику, що змішує важкий рок з класичною музикою. Жанр TSO визначали як симфо-, прогресив- або неокласік-метал.
Всі альбоми гурту є концептуальними рок-операми, у записі яких брали участь зірки рок- і поп-музики, а також живі дитячі хори. Основною тематикою текстів та альбомів є  Різдво, різдвяні казки, багато композицій є рімейком відомих різдвяних пісень. До складу гурту-оркестра входять тридцять шість музикантів, у тому числі чотирнадцять вокалістів. Крім Оливи, з музикантів Savatage в гурті в різний час брали участь Ел Пітреллі, Алекс Сколнік, Джонні Лі Міддлтон, Кріс Кейфрі, Захарі Стівенс і Джефф Плейт. Оркестр гастролює по світу двома різними складами.
Гурт також взяла участь в саундтреку до фільму «Як Ґрінч украв Різдво».
З гуртом на постійній основі співпрацював відомий художник, один з братів Гільдебрандтів  — Грег.

## Дискографія
- Christmas Eve and Other Stories  (1996)
- The Christmas Attic  (1998)
- Beethoven's Last Night  (2000)
- The Lost Christmas Eve  (2004)
- The Christmas Trilogy  (збірка, 2004)
- Night Castle  (2009)

## Склад

### Керівники
- Пол О'Ніл
- Роберт Кінкель
- Джон Олива

### Вокалісти
Джон Олива, Пітер Шоу, Хізер Ганн, Ендрю Росс, Стіна Ернандес, Ерін Генрі, Джей Пірс, Петті Руссо, Томмі Фарезе, Барт Шатт, Дженніфер Целла, Стів Бродерік, Даніель Ландгерр, Макс Манн

### Рок-музиканти
- Гітаристи : Ел Пітреллі, Кріс Кейфрі, Алекс Школяр, Ангус Кларк
- Бас-гітаристи : Джонні Лі Мідлтон, Кріс Альтенхофф
- Ударники : Джефф Плейт, Джонні О'Рейлі

### Оркестр
- Клавішні : Мі Юн Кім, Джейн Манджіні, Дерек Вейланд, Віталій Купрій
- Скрипки : Марк Вуд, Ганна ФЕБ